# Kazuki Kushibiki
Kazuki Kushibiki (櫛引 一紀 Kushibiki Kazuki?), född 12 februari 1993 i Hokkaido prefektur, är en japansk fotbollsspelare.
Kushibiki började sin karriär 2011 i Consadole Sapporo (Hokkaido Consadole Sapporo). Han spelade 119 ligamatcher för klubben. 2017 flyttade han till Nagoya Grampus. Efter Nagoya Grampus spelade han för Omiya Ardija och Sanfrecce Hiroshima.